# Acronychia littoralis
Acronychia littoralis là một loài thực vật có hoa trong họ Cửu lý hương. Loài này được T.G.Hartley & J.Williams mô tả khoa học đầu tiên năm 1984.

## Hình ảnh

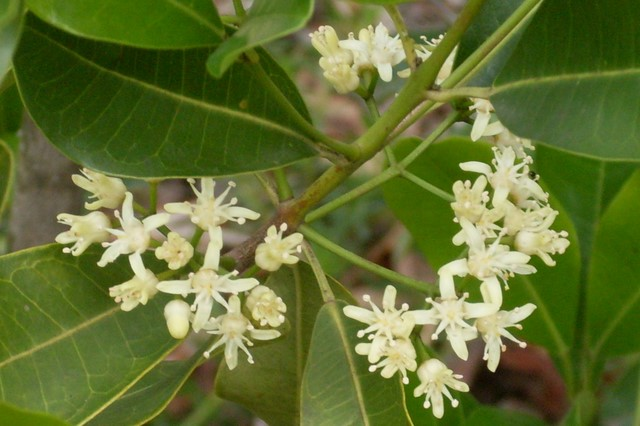